# Зикеево (Чухломский район)
Зикеево — опустевшая деревня в Чухломском муниципальном районе Костромской области. Входит в состав Петровского сельского поселения

## География
Находится в северной части Костромской области на расстоянии приблизительно 13 км на восток по прямой от города Чухлома, административного центра района на левобережье реки Вига.

## История
В 1872 году здесь было учтено 8дворов, в 1907 году — 10.

## Население
Постоянное население составляло 47 человек (1872 год), 46 (1897), 55 (1907), 0 в 2002 году, так и в 2022.